# 遠東發展

遠東發展舊標誌

遠東發展有限公司（港交所：0035）（簡稱遠發或遠展）創立於1950年，1972年於香港聯合交易所有限公司上市，主要業務包括物業發展及投資、酒店營運及管理、停車場營運及物業管理管理，業務遍佈香港、中國內地、澳洲、馬來西亞、新加坡、英國及紐西蘭。
2019年8月12日，地政總署公布遠東發展以24.45644億元投得九龍東啟德發展區鄰近啟德體育園的承啟道商業及酒店地，每方呎樓面地價約7100元，地皮位於承啟道近宋皇臺道，佔地約12.14萬方呎，可建樓面面積約34.44萬方呎。
2019年9月19日遠東發展全資附屬公司帝盛與尚乘集團各佔49%及51%權益的合營公司以2.89億坡元（16.47億港元）向華聯企業收購收購新加坡商業區OUE Downtown的Oakwood Premier OUE Singapore酒店式公寓大廈，並正式將其更名為Oakwood Premier AMTD Singapore大廈。

## 董事會
執行董事
- 邱達昌，丹斯里拿督，B.Sc.（主席兼行政總裁），持股：0.95%（實益擁有人）、0.02%（配偶權益）、50.57%（受控法團權益）
- 孔祥達，B.ENG., ACA，持股：0.57%（實益擁有人）、0.02%（共同權益）
- 邱達成，B.A.，持股：0.16%（受控法團權益）、0.09%（共同權益）
- Craig Grenfell WILLIAMS，B.ENG.(CIVIL)
- 邱詠筠，B.Sc.

獨立非執行董事
- 陳國偉
- 林廣兆
- 石禮謙

## 外部連結
- fecil.com.hk （页面存档备份，存于）
- 2008年年報第21頁:酒店業務